# 7292 Prosperin
A 7292 Prosperin (ideiglenes jelöléssel 1992 EM7) a Naprendszer kisbolygóövében található aszteroida. UESAC fedezte fel 1992. március 1-én.